# 260 років Київському військовому госпіталю (монета)
«260 ро́ків Ки́ївському військо́вому го́спіталю» — ювілейна монета номіналом 5 гривень, випущена Національним банком України. Присвячена найстарішому в державі медичному закладу, який засновано в 1755 році.
У теперішній час Національний військово-медичний клінічний центр «Головний військовий клінічний госпіталь»  — провідна установа охорони здоров'я Міністерства оборони України, багатопрофільний клінічний, лікувально -діагностичний та науковий центр. Серед пацієнтів центру: військовослужбовці, ветерани та цивільні громадяни з усієї України. Госпіталь відіграє важливу роль у наданні медичної допомоги учасникам антитерористичної операції на сході України.
Монету введено до обігу 7 грудня 2015 року. Вона належить до серії «Інші монети».

## Опис та характеристики монети
| Номінал грн. | Метал      | Маса, грам | Діаметр, мм. | Якість виготовлення       | Гурт     | Тираж, штук |
| ------------ | ---------- | ---------- | ------------ | ------------------------- | -------- | ----------- |
| 5            | нейзильбер | 16,54      | 35           | спеціальний анциркулейтед | рифлений | 25 000      |

### Аверс
На аверсі монети розміщено: угорі напис «УКРАЇНА», під яким рік карбування монети «2015», ліворуч  — малий Державний Герб України; у центрі — емблема Національного військово-медичного клінічного центру «Головний військовий клінічний госпіталь», під якою номінал «5 ГРИВЕНЬ»; логотип Монетного двору Національного банку України (праворуч).

### Реверс
На реверсі монети зображено будівлі госпіталю, на одній з яких — напис «Національний військово-медичний клінічний центр»; унизу рік заснування  — «1755», угорі на дзеркальному тлі написи: «КИЇВСЬКИЙ ВІЙСЬКОВИЙ ГОСПІТАЛЬ» (угорі) «260 РОКІВ».

## Автори

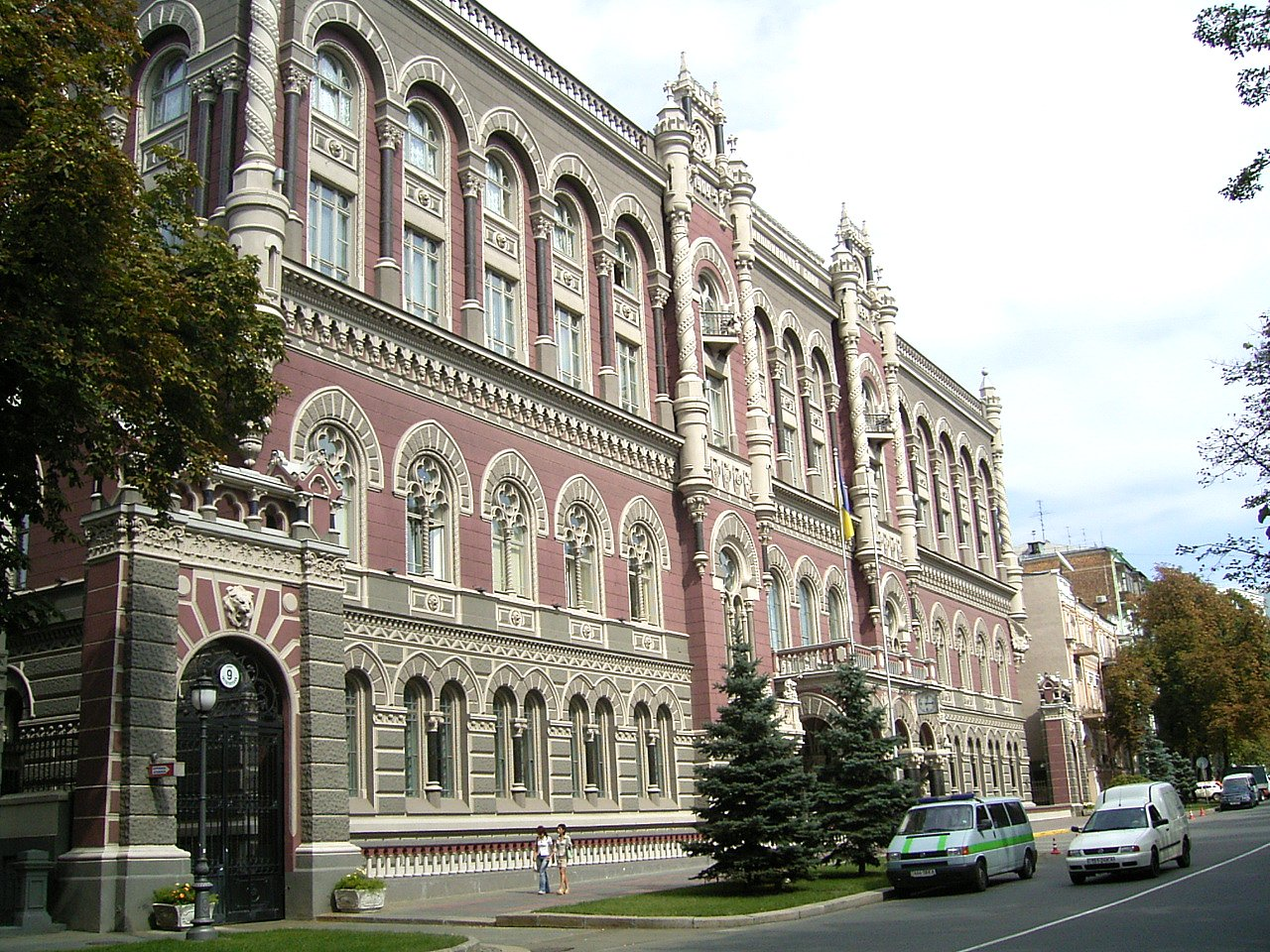
Будівля Національного банку України

- Художники: Таран Володимир, Харук Олександр, Харук Сергій.
- Скульптори: Іваненко Святослав (аверс), Дем'яненко Анатолій (реверс).

## Вартість монети
Під час введення монети в обіг у 2015 році, Національний банк України реалізовував монету через свої філії за ціною 29 гривень.
Фактична приблизна вартість монети, з роками змінювалася так:
| Рік        | 2016 | 2017 | 2018 | 2019 | 2020 | 2021 | 2022 | 2023 | 2024 | 2025 |
| ---------- | ---- | ---- | ---- | ---- | ---- | ---- | ---- | ---- | ---- | ---- |
| Ціна, грн. | 70   | 85   | 85   | 90   | 95   | 100  | 100  | 170  | 280  | 520  |